# Крочемосо (Бјела)
Крочемосо је насеље у Италији у округу Бијела, региону Пијемонт.
Према процени из 2011. у насељу је живело 917 становника. Насеље се налази на надморској висини од 593 м.